# Curtain-Fig-Nationalpark
Der Curtain-Fig-Nationalpark (englisch  Curtain Fig National Park) ist ein 2 km² großer Nationalpark in Queensland, Australien. Seit 1988 ist er wegen seiner natürlichen Schönheit, der biologischen Diversität, seiner Evolutionsgeschichte und als Habitat für zahlreiche bedrohte Tierarten als UNESCO-Weltnaturerbe Wet Tropics of Queensland gelistet. Sein Wahrzeichen ist die wie ein Vorhang aussehende Würgefeige (englisch: Curtain Fig Tree).

## Lage und Zugang
Der Park befindet sich in den Atherton Tablelands und liegt etwa 45 km südwestlich von Cairns und 60 km nordwestlich von Innisfail. Etwa 1 km südwestlich von Yungaburra zweigt vom Gillies Highway der Fig Tree Boulevard ab, der direkt in den Nationalpark führt.

## Geologie
Die Parklandschaft ist im Zeitraum von vor  10.000 (Pleistozän) bis vor 2 Millionen Jahren (Pliozän) durch Vulkane geprägt worden. Das vulkanische Gestein erodierte und bildete fruchtbare Basaltböden, auf denen der Wald wuchs. Die Böden enthalten reichhaltige Spuren von Phosphaten und Kalzium, ferner sorgen reichhaltige Niederschläge von 1300 bis 1600 mm je Jahr für optimale Wachstumsbedingungen. Die Böden der beiden Parks sind von Felsblöcken durchsetzt, daher entzogen sie sich einer landwirtschaftlichen Nutzung.

## Entstehung des Curtain Fig Tree
Der Curtain Fig Tree ist eine Würgefeige der Art Ficus virens. Normalerweise keimen diese Pflanzen in den Kronen anderer Bäumen und bilden dann Wurzeln aus um den Boden zu erreichen. Wenn dieser wichtige Schritt vollzogen ist, beschleunigt sich das Wachstum der Feige, die Luftwurzeln werden dicker und vernetzen sich. Nach hunderten von Jahren töten sie schließlich den Wirtsbaum, der langsam verrottet. Die Feige kann jetzt selbständig weiterwachsen. Im Falle des Curtain Fig ist der Wirtsbaum während dieses Prozesses gekippt, sodass die Luftwurzeln mit bis zu 15 Metern Länge als Vorhang Richtung Boden gewachsen sind. Die Würgefeige ist 50 m hoch, hat einen Stammumfang von 39 m und ist geschätzte 500 Jahre alt.
Obwohl diese Feigenart ihren Wirt tötet, sind sie dennoch Epiphyten, die sich mit Nährstoffen aus dem Boden versorgen. Im Gegensatz zu Parasiten die den Pflanzensaft des Wirts anzapfen.